# Vozni park Slovenskih železnic
Seznam navaja železniška vozila, ki jih trenutno uporabljajo Slovenske železnice.

## Številčenje serij
Serijska številka je sestavljena iz dveh trimestnih števil, ločenih s pomišljajem. Prva trimestna številka označuje vrste vlečnih vozil druga pa številko vozila. Serijska številka je napisana na čelu vsakega vozila, lahko pa je napisana tudi pod vsako vozniško kabino.
Prva številka označuje pogon:
- 0: parne lokomotive, ki niso bile 1. januarja 1959 starejše od 50 let
- 1: parne lokomotive, ki so bile 1. januarja 1959 starejše od 50 let
- 2: dvosistemska električna vlečna vozila na 3-kilovoltni enosmerni tok in 25-kilovoltni izmenični tok, 50 Hz, oziroma na 3-kilovoltni enosmerni tok in 15-kilovoltni izmenični tok, 16 ⅔ Hz
- 3: električna vlečna vozila na 3-kilovoltni enosmerni tok
- 4: električna vlečna vozila na 25-kilovoltni izmenični tok, 50 Hz
- 5: električna vlečna vozila na več električnih sistemov
- 6: dizelska vlečna vozila z električnim prenosom pogona
- 7: dizelska vlečna vozila s hidravličnim prenosom pogona
- 8: dizelska vlečna vozila z mehanskim prenosom pogona
- 9: vozila za železniške potrebe (vzdrževalna in druga vozila)

Druga številka v oznaki vrste električnih in dizelskih lokomotiv pomeni skupno število pogonskih osi, v oznaki vrste motornikov in motornih garnitur pa je vedno 1.
Tretja številka v oznaki vrste električnih in dizelskih lokomotiv pomeni izvedbo oziroma tip lokomotive. Višje številke pomenijo novejše tipe lokomotiv. V oznaki vrste motornikov in motornih garnitur pomeni tip pogonskega dela motornika ali motorne garniture in je lahko 0, 1, 2 ali 3, v oznaki krmilnega ali priklopnega vagona oziroma prikolice pa pomeni njihovo izvedbo in je lahko 4, 5, 6, 7, 8 ali 9.

## Elektromotorne garniture
| Serija     | Proizvajalec     | Št. garnitur | Leto izdelave | Največja hitrost | Opombe                                                            | Slika |
| ---------- | ---------------- | ------------ | ------------- | ---------------- | ----------------------------------------------------------------- | ----- |
| SŽ 310/316 | Fiat Ferroviaria | 3            | 2000          | 200 km/h         | Pendolino, različica ETR 460                                      |       |
| SŽ 312/317 | Siemens Mobility | 30           | 2000–2002     | 140 km/h         | 10 dvočlenih (podserije 312-0xx) 20 tročlenih (podserije 312-1xx) |       |
| SŽ 313/318 | Stadler Rail     | 10           | 2020–2021     | 160 km/h         | *pričetek obratovanja 14. 1. 2022                                 |       |
| SŽ 510/515 | Stadler Rail     | 21           | 2020–2023     | 160 km/h         |                                                                   |       |

## Dizelmotorne garniture
| Serija     | Proizvajalec                            | Št. garnitur | Leto izdelave                              | Največja hitrost | Opombe | Slika |
| ---------- | --------------------------------------- | ------------ | ------------------------------------------ | ---------------- | --- | ----- |
| SŽ 610/615 | Stadler Rail                            | 21*          | 2019-2025                                  | 140 km/h         | *20 še dodatno naročenih potniški garnitur. Začetek dobave v letu 2025 |       |
| SŽ 711     | MBB Donauwörth                          | 2*           | 1970                                       | 120 km/h         | *stanje 2023 postopen odpis po prihodu novih garnitur Stadler FLIRT (SŽ 610/615)                                                                                           |       |
| SŽ 713/715 | MBB Donauwörth TVT Boris Kidrič Maribor | 11*          | 1983–1986                                  | 120 km/h         | *stanje 2022 postopen odpis po prihodu novih garnitur Stadler FLIRT (SŽ 610/615)                                                                                           |       |
| SŽ 813/814 | Fiat Ferroviaria                        | 16*          | 1973–1976 (predelave 1988-2002, 2011-2023) | 100 km/h         | *16 obratujočih garnitur podserije 1xx (novejša oblika) (stanje 2022) postopen odpis po prihodu novih garnitur Stadler FLIRT (SŽ 610/615) do leta 2022 (0xx) in 2028 (1xx) |       |

## Elektromotorne lokomotive
| Serija | Proizvajalec     | Število | Leto izdelave | Največja hitrost                                    | Opombe | Slika |
| ------ | ---------------- | ------- | ------------- | --------------------------------------------------- | ------ | ----- |
| SŽ 342 | AnsaldoBreda     | 8       | 1968–1970     | 120 km/h                                            |        |       |
| SŽ 363 | Alstom           | 37      | 1975–1977     | 75 km/h tovorna prestava 125 km/h potniška prestava |        |       |
| SŽ 541 | Siemens Mobility | 32      | 2006–2009     | 200 km/h                                            |        |       |

## Dizelmotorne lokomotive
| Serija | Proizvajalec                        | Število | Leto izdelave | Največja hitrost | Opombe | Slika |
| ------ | ----------------------------------- | ------- | ------------- | ---------------- | --- | ----- |
| SŽ 642 | Brissonneau et Lotz                 | 10      | 1961–1972     | 80 km/h          | nadgradnja in remotorizacija (2019-2021) |       |
| SŽ 643 | Đuro Đaković Holding                | 21      | 1967–1978     | 80 km/h          | nadgradnja in remotorizacija (2019-2021) |       |
| SŽ 644 | MACOSA                              | 2*      | 1973–1974     | 90 km/h          | Obnovljena SŽ 644-020 je v lasti SŽ-VIT-a in v uporabi na Avtovlaku SŽ 644-025 nadgradnja in remotorizacija, prebarvana v novo modro belo barvno shemo, v lasti SŽ- tovorni promet *2 sta v Srbiji, v najemu pri Srbija Kargo |       |
| SŽ 646 | CZ LOKO                             | 4       | 2020          | 100 km/h         | za Tovorno železniško postajo Koper |       |
| SŽ 661 | General Motors                      | 1       | 1973          | 124 km/h         | predvideno obratovanje do 26. 9. 2026 |       |
| SŽ 664 | General Motors Đuro Đaković Holding | 20      | 1984–1986     | 105 km/h         | *6 jih je v Srbiji, v najemu pri Srbija Kargo |       |

## Nekdanja vozila
- SŽ serija 812/818
- SŽ serija 362
- SŽ serija 311/315
- SŽ serija 732